# 世界ジュニアチェス選手権
世界ジュニアチェス選手権（せかいジュニアチェスせんしゅけん、World Junior Chess Championship）は、国際チェス連盟が主催する20歳未満のチェスプレーヤーが参加するチェスの棋戦である。この棋戦の参加者は選手権が開催される年の1月1日に20歳未満でなければならない。
ウィリアム・リトソン＝モリーの発案により、1951年にイギリスのバーミンガムにおいて初めて開催された。引き続き1973年まで2年に1回開催され、それ以降は毎年開催されるようになった。1982年からは、世界女子ジュニアチェス選手権が開催されている。
歴代世界ジュニアチャンピオンのうちボリス・スパスキー、アナトリー・カルポフ、ガルリ・カスパロフ、ヴィスワナータン・アーナンドは後に世界チェス選手権でも優勝し世界チャンピオンとなっている。

## 歴代世界ジュニアチャンピオン
- 第1回 1951年 ボリスラフ・イフコフ（ユーゴスラビア）
- 第2回 1953年 オスカル・パノ（アルゼンチン）
- 第3回 1955年 ボリス・スパスキー（ソビエト連邦）
- 第4回 1957年 ウィリアム・ロンバルディ（アメリカ合衆国）
- 第5回 1959年 カルロス・ビエリッキ（アルゼンチン）
- 第6回 1961年 ブルーノ・パルマ（ユーゴスラビア）
- 第7回 1963年 フロリン・ゲオルギュー（ルーマニア）
- 第8回 1965年 ボジャン・クラジカ（ユーゴスラビア）
- 第9回 1967年 フリオ・カプラン（プエルトリコ）
- 第10回 1969年 アナトリー・カルポフ（ソビエト連邦）
- 第11回 1971年 ヴェルナー・フグ（スイス）
- 第12回 1973年 アレクサンダー・ベリアフスキー（ソビエト連邦）
- 第13回 1974年 アンソニー・マイルズ（イングランド）
- 第14回 1975年 ヴァレリー・チェーホフ（ソビエト連邦）
- 第15回 1976年 マーク・ディーセン（アメリカ合衆国）
- 第16回 1977年 アルトゥール・ユスポフ（ソビエト連邦）
- 第17回 1978年 セルゲイ・ドルマトフ（ソビエト連邦）
- 第18回 1979年 ヤッサー・セイラワン（アメリカ合衆国）
- 第19回 1980年 ガルリ・カスパロフ（ソビエト連邦）
- 第20回 1981年 オグニェン・クヴィタン（ユーゴスラビア）
- 第21回 1982年 アンドレイ・ソコロフ（ソビエト連邦）
- 第22回 1983年 キリル・ゲオルギエフ（ブルガリア）
- 第23回 1984年 カート・ハンセン（デンマーク）
- 第24回 1985年 マキシム・ドラッギー（アメリカ合衆国）
- 第25回 1986年 ウォルテル・アレンシビア（キューバ）
- 第26回 1987年 ヴィスワナータン・アーナンド（インド）
- 第27回 1988年 ジョエル・ローティエ（フランス）
- 第28回 1989年 ヴァシル・スパソフ（ブルガリア）
- 第29回 1990年 イリヤ・グレヴィッチ（アメリカ合衆国）
- 第30回 1991年 ウラジーミル・アコピアン（アルメニア）
- 第31回 1992年 パブロ・ザルニッキ（アルゼンチン）
- 第32回 1993年 イゴール・ミラディノヴィッチ（ユーゴスラビア）
- 第33回 1994年 ヘルギ・グレタルソン（アイスランド）
- 第34回 1995年 ロマン・スロボヤン（ドイツ）
- 第35回 1996年 エミール・ストフスキー（イスラエル）
- 第36回 1997年 タル・シェイクト（アメリカ合衆国）
- 第37回 1998年 ダルメン・サドヴァカソフ（カザフスタン）
- 第38回 1999年 アレクサンドル・ガルキン（ロシア）
- 第39回 2000年 ラサロ・ブルゾン（キューバ）
- 第40回 2001年 ペテル・アクス（ハンガリー）
- 第41回 2002年 レヴォン・アロニアン（アルメニア）
- 第42回 2003年 シャフリヤール・マメデャロフ（アゼルバイジャン）
- 第43回 2004年 ペンタラ・ハリクリスナ（インド）
- 第44回 2005年 シャフリヤール・マメデャロフ（アゼルバイジャン）
- 第45回 2006年 ザヴェン・アンドリアシアン（アルメニア）
- 第46回 2007年 アフムド・アドリ（エジプト）
- 第47回 2008年 アブヒイェート・グプタ（インド）
- 第48回 2009年 マクシム・ヴァシエー＝ラグラヴ（フランス）
- 第49回 2010年 ドゥミトリー・アンドレイキン（ロシア）

## 歴代世界女子ジュニアチャンピオン
- 第1回 1982年 アグニエスカ・ブルストマン（ポーランド）
- 第2回 1983年 フリウラ・ハサノヴァ（ソビエト連邦）
- 第3回 1985年 ケテヴァン・アラハミア（ソビエト連邦）
- 第4回 1986年 イルディコ・マドゥル（ハンガリー）
- 第5回 1987年 カミラ・バギンスカイテ（ソビエト連邦）
- 第6回 1988年 アリサ・ガリアモヴァ（ソビエト連邦）
- 第7回 1989年 ケティノ・カチアーニ（ソビエト連邦）
- 第8回 1990年 ケティノ・カチアーニ（ソビエト連邦）
- 第9回 1991年 ナターシャ・ボイコヴィッチ（ユーゴスラビア）
- 第10回 1992年 クリスティーナ・ドンブロフスカ（ポーランド）
- 第11回 1993年 ニノ・フルトシゼ（グルジア）
- 第12回 1994年 諸宸（中国）
- 第13回 1995年 ニノ・フルトシゼ（グルジア）
- 第14回 1996年 諸宸（中国）
- 第15回 1997年 ハリエット・ハント（イングランド）
- 第16回 1998年 ホアン・タン・トラン（ベトナム）
- 第17回 1999年 マリア・コウヴァツォウ（ギリシャ）
- 第18回 2000年 許嫿嫿（中国）
- 第19回 2001年 ハンピー・コネル（インド）
- 第20回 2002年 趙雪（中国）
- 第21回 2003年 ナナ・ザグニゼ（グルジア）
- 第22回 2004年 エカテリーナ・コルブト（ロシア）
- 第23回 2005年 エリザベート・ペーツ（ドイツ）
- 第24回 2006年 沈陽（中国）
- 第25回 2007年 ベラ・ネボルシナ（ロシア）
- 第26回 2008年 ハリカ・ドロナヴァリ（インド）
- 第27回 2009年 スワミナサン・ソウミャ（インド）
- 第28回 2010年 アンナ・ムジクック（スロベニア）